# Asócio Sérgio Arzerúnio
Asócio Sérgio ou Sérgio Asócio Arzerúnio (em armênio/arménio: Սարգիս Աշոտ Արծրունի; romaniz.: Sargis Ašot Artsruni; n. 874/877 - m. 13 de novembro de 903) foi um príncipe armênio de Vaspuracânia da família Arzerúnio, tendo reinado o país de 887, quando assumiu com o falecimento de seu pai Gregório Derenício (r. 874–886/7) sob tutela de Cacício Abu Maruane, até seu falecimento em 903.

## Contexto
Desde fins do século VII a Armênia era uma província sob domínio árabe liderada por um osticano (governador) árabe representando o califa omíada e depois abássida, e tornar-se-ia campo de batalha entre o califado e o Império Bizantino até o início do século IX. Para reforçar a sua autoridade, estes osticanos implementaram emires em diversas regiões armênias; em Vaspuracânia, província histórica situada ao sul e dominada pelos Arzerúnio, não houve exceção à regra. A família, no entanto, se beneficiaria da autonomia dos emires locais e da oposição que criavam ao governador e gradualmente expandiu seus domínios: em 850 e sem que se saiba exatamente como, os Arzerúnio eram iscanos (príncipes) de Vaspuracânia. A aquisição da Armênia pelo turco Buga Alquibir em nome do califa Mutavaquil (r. 847–861) pelos anos 850 afetou muitas famílias nacarares (principescas), incluindo os Arzerúnio.

## Nome
Asócio (Asotius; Ασώτιος, Asṓtios) é a forma latina e grega do armênio Axote (Աշոտ, Ašot), cuja origem é desconhecida. Foi registrado em árabe como Axote (آشُوط, ʔāšūṭ) e em georgiano como Axote / Axoti (აშოტ(ი), Ašoṭ(i)).

## Vida

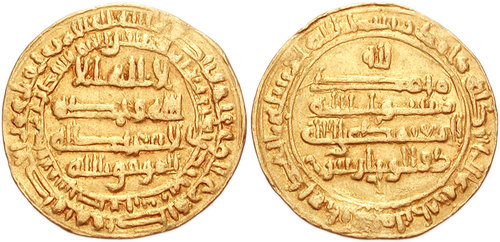
Dinar de ouro de Almutâmide r.

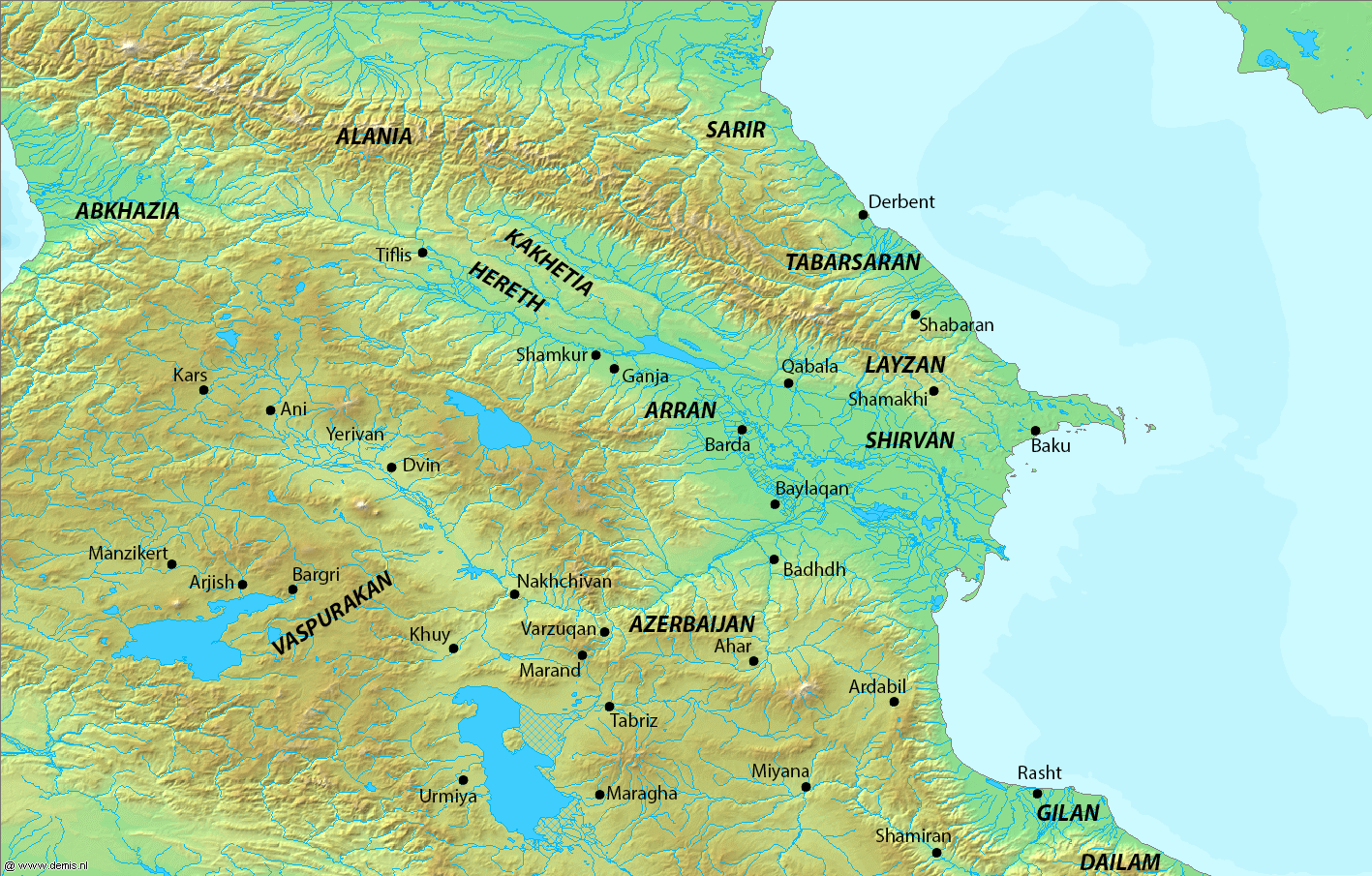
Mapa do Azerbaijão e Cáucaso

Asócio Sérgio nasceu entre 874 e 877 e era filho mais velho do príncipe de Vaspuracânia Gregório Derenício com sua esposa Sofia Bagratuni, filha do rei da Armênia Asócio I, o Grande (r. 856–890). Gregório Derenício foi morto em 877 numa emboscada quando tentava submeter o emir de Her, deixando Asócio Sérgio e seus irmãos Cacício I e Gurgenes II, que foram colocados sob regência dum membro da família, Cacício Abu Maruane, que havia sido designado por Asócio I, mesmo embora fosse rejeitado pela nobreza, por ter combatido ao lado de Gregório Derenício. O regente tentou reclamar a herança dos irmãos, provavelmente com ajuda de seu tio, Simbácio I (r. 890–914), que havia sucedido seu pai Asócio I, uniu Asócio Sérgio a sua própria filha Seda e impôs a troca de territórios desfavoráveis.
Em 895, o emir sájida do Azerbaijão e representante do califa Almutâmide (r. 870–892), Maomé Alafexim (r. 889/90–901), na tentativa de dividir as dinastias armênias, entrou em contato com Asócio Sérgio e, posteriormente, convenceu-o a aceitar sua suserania. Muito descontente, Simbácio I apoiou o regente e solicitou que ele e Gurgenes I, um nobre cadete dos Arzerúnio, atacassem Asócio Sérgio. Na véspera da batalha entre os dois campos, Cacício se reconciliou com Asócio Sérgio e Gurgenes bateu em retirada. Simbácio I então autorizou que Cacício Abu Maruane prendesse os três príncipes e foi confirmado com o título de príncipe de Vaspuracânia em 896/897 pelo irmão e condestável do monarca, Sapor, que era, por sua vez, padrasto do novo príncipe. Cacício permaneceria no trono até 898, quando foi assassinado numa emboscada orquestrada por Cacício I, que havia sido recentemente libertado e estava presente em Vã para assistir um desfile que celebrava uma vitória militar do regente.
Com o falecimento de Cacício Abu Maruane, Asócio Sérgio reassumiu as rédeas do principado. Para confirmar sua fidelidade ao emir Maomé Alafexim, enviou seu irmão Cacício I como refém; após sete meses Cacício I foi substituído por seu irmão Gurgenes II, que acabou preferindo fugir devido aos maus-tratos sofridos. Maomé Alafexim invadiu Vaspuracânia e o príncipe foi obrigado a fugir diante do avanço inimigo, permitindo que o primeiro ocupasse o país antes de poder retornar para Barda, não antes de deixar um destacamento guarnecendo o país; a ocupação persistiria até 901, quando Alafexim faleceu duma epidemia. Com a partida das tropas muçulmanas, Asócio Sérgio dedicou-se a recuperação de seus domínios e, em seguida, participou duma expedição de Simbácio I contra Siunique. Ele faleceu aos 29 anos e sem herdeiros em 13 de novembro de 903 e Vaspuracânia foi dividida entre Cacício I e Gurgenes II.